# Neonatologie

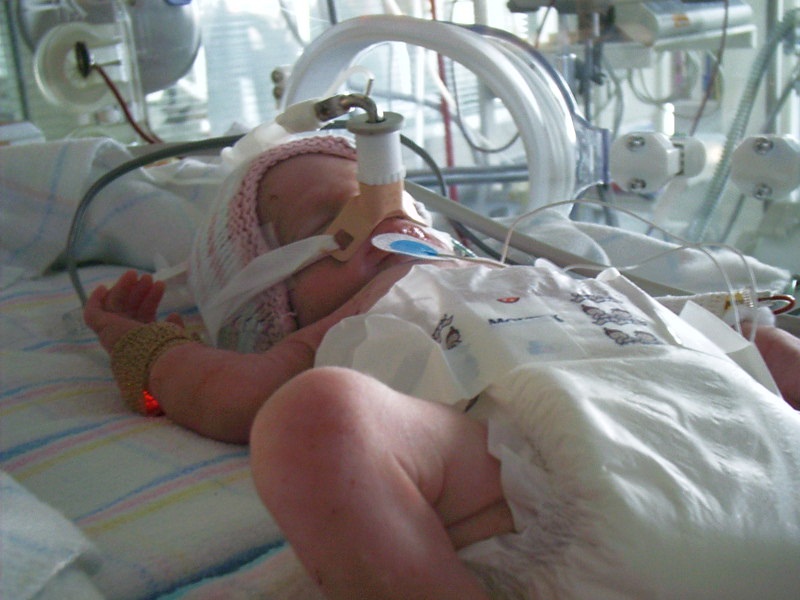
Vroeggeborene in couveuse

Neonatologie (van het Latijnse nātus ("geboren") met voorvoegsel neo- ("jong") en achtervoegsel -loog ("beoefenaar")) is een medisch specialisme binnen de kindergeneeskunde of pediatrie, en betreft de zorg voor zieke, of vroeggeboren ('premature') zuigelingen. Geneeskundige behandelingen bij pasgeborenen worden vaak verricht in een neonatale intensieve zorgeenheid (NICU) van een ziekenhuis. De meeste patiënten zijn jonge zuigelingen die ziek zijn, of die speciale medische zorg vereisen wegens vroeggeboorte of een te laag geboortegewicht.

## Neonatoloog
Een kinderarts die is gespecialiseerd in de neonatologie wordt 'neonatoloog' genoemd. In België en Nederland volgt, na een zesjarige studie tot basisarts, een vijfjarig traject om kindergeneeskundige of pediater te worden. De specialisatie tot neonatoloog neemt vervolgens gemiddeld 30 maanden in beslag. De gehele opleiding beslaat zo'n veertien jaar.